# قاسم بن محمد البكرجي
قاسم بن محمد البكرجي واسمهُ الكامل قاسم البكرجي ابن محمد ويُعرف أيضًا باسمِ البكرجي الحنفي الحلبي كان شاعرًا وأديبًا من مدينة حلب في سوريا. صدرت له عددٌ من الدواوين الشعريّة لعلَّ أهمها وأبرزها «حلية العقد البديع» شرح به بديعية من نظمه وأيضًا «شرح الخزرجية» الذي كتبهُ لخطه، في الدار المعروفة بدار الكتب، و«شرح همزية البوصيري» فضلًا عن كتاب «الدر المنتخب من أمثال العرب».

## الحياة المبكّرة والتعليم
وُلد قاسم بن محمّد البكرجي بمدينة حلب في سوريا وترعرع هناك ثمّ درس في نفس المدينة على يدِ عددٍ من كتاب ومدري وعلماء حلب. تخصَّصَ قاسم بن محمد في علم الحديث والفقه والفرائض، كما ركَّز في وقتٍ لاحقٍ على العربية والفصاحة والبلاغة والبديع والشعر. شرحَ قاسم بن محمد البكرجي وهو في بداية مساره المهنيّ نظم الزحافات والعلل الشعرية.

## المسيرة المهنيّة
بدأ قاسم بن محمد البكرجي مسيرتهُ المهنيّة مبكّرًا جيثُ ركّز في البداية على علم الحديث والفقه والفرائض فنشر عددًا من الكتب في هذا المجال على غرار كتاب «حلية العقد البديع» وكذا كتاب «شرح الخزرجية» وهناك أيضًا كتاب «شرح همزية البوصيري» عدى عن كتاب «الدر المنتخب من أمثال العرب». واصل قاسم غزارتهُ الإنتاجيّة فنشر كتبًا أخرى في مجالات متعدّدة بما في ذلك كتاب «شفا العلل في نظم الزحافات والعلل» الذي ركَّز فيهِ على الشعر وكل ما يُحيط ويتعلق به، فضلًا عن كتاب «المطلع البدري على بديعية البكري» الذي كتبهُ بخطّ يده ووصل حتى مكتبة معهد دمياط في مصر وأخيرًا وليس آخرًا كتاب «نتيجة الحجا والإلغاز، في المعمى والأحاجي والألغاز».

## قائمة أعماله
هذه قائمةٌ بأبرز أعمال الكاتب والشاعر والأديب السوري قاسم بن محمد البكرجي:
- حلية العقد البديع
- شرح الخزرجية
- شرح همزية البوصيري
- الدر المنتخب من أمثال العرب. تحقيق: د. بَسَّام مِصْباح الأَغْبَر. دار الكتب العلمية - بيروت.
- شفا العلل في نظم الزحافات والعلل
- المطلع البدري على بديعية البكري
- نتيجة الحجا والإلغاز، في المعمى والأحاجي والألغاز